# Gonomyia guerreroensis
Gonomyia guerreroensis är en tvåvingeart som beskrevs av Alexander 1940. Gonomyia guerreroensis ingår i släktet Gonomyia och familjen småharkrankar. Inga underarter finns listade i Catalogue of Life.